# プレショフ
プレショフ （スロバキア語:Prešov [ˈpreʂɔw]  発音）は、スロバキア東部の都市。プレショウ県の県都で、国内第3位の人口を持つ。

## 市名
歴史的に、市はEperiesまたはドイツ語のPreschau、ハンガリー語のEperjes、ラテン語のFragopolis、ポーランド語のPreszów、ロマ語のPeryeshis、ルシン語のПряшів/Пряшyв （ラテン文字表記Priashiv/Priashuv）、ウクライナ語のПряшівと多くの名前で呼ばれてきた。

## 特徴
市の目立つ産業として、機械と電機工学会社、衣料品会社がある。スロバキア国内唯一の岩塩採取製造会社ソリヴァリは、プレショフで操業している。
1万人以上の生徒がプレショフ市内の大学に通う。8学部を擁するプレショフ大学、コシツェ工科大学である。プレショフには東方典礼カトリック教会の司教座、ルーテル教会の司教座、正教会の主教座がある。
プレショフは文化都市でもある。多くのコンサート、オペラ、演劇がヨナーシュ・ザーボルスキー劇場新館で開催される。
市内にはバロック様式、ロココ様式、ゴシック建築などの建物がある。歴史的中心地では、主要大通りの両側にこれらの様式の教会や建物が並ぶ。しかし、郊外へ出ると、ソビエト連邦の影響が明らかな、どっしりとしたコンクリート建築のアパート（パネラーク建築）がシードリスカー区やセクチョフ区に立つ。よりソビエト風の建物は、中心部の市庁舎建築群の中で見つけられる。

## 歴史
プレショフの場所に人が定住した記録は遅くとも旧石器時代に遡る。発掘された最古の石器とマンモスの骨は、およそ2万8千年前のものである。スラヴ人がこの地域に移り住んだのは、4世紀か5世紀である。
11世紀終わり頃から町はハンガリー王国の一部となり、マジャール人兵士たちがこの地に移り住んだ。13世紀、多くのドイツ人たちが、スピシュ地方からプレショフへやってきた。
プレショフの名が最初に記録されたのは1247年である。1299年、プレショフは自治特権を授けられ、1374年に王立自由都市となった。これが工芸と貿易（特にティサ川地方からポーランドへのワインの輸出）の発展を牽引した。15世紀、プレショフは中世の都市リーグ、パンタポリタナに加盟した（その他の加盟都市は、バルデヨフ、レヴォツァ、コシツェ、サビノフ）。
プレショフの学校の記録は1429年である。1572年、ソリヴァル（当時は郊外の町。現在は市の一部）で岩塩採掘が始まった。プレショフの重要性が増すに連れ、1647年にはシャリシュ地方の中心都市となった。
1667年、町のルーテル教会信徒によって、重要な福音ルーテル学校がつくられた。1687年、市を代表する市民と貴族22人がテケリ・イムレ伯の反乱に荷担したとして処刑された。
18世紀初頭、人口が黒死病流行や大火で減少し、わずか2,000人となった。その後20年ほどで町は再び工芸と貿易を再建させ、新しい工場も建った。1752年、ソリヴァルの岩塩鉱が洪水に見舞われた。以来、塩水を沸騰させて塩を製造するようになった。1768年にポーランドでバール連盟が結成された際に、オーストリア支持のもと、一時プレショフに連盟の参謀本部がおかれた。
1870年、最初の鉄道路線がコシツェからプレショフへと建設された。19世紀の終わり、町には電気、電話、電信、下水処理システムが導入された。1887年の大火で町の大部分が延焼した。1918年、プレショフは新たに独立したチェコスロバキアの一部となった。 第二次世界大戦の前夜、ミュンヘン協定による初回ウィーン裁定で、コシツェ近隣の町は再びハンガリーの一部となった。その結果として、多くの機関がコシツェからプレショフへ移り、この移動で市の重要性が増した。1944年、プロの俳優が舞台に立つスロバク劇場がプレショフに創立された。
1948年からの共産主義時代、プレショフは産業都市となった。1950年に28,000人だった人口は急速に増加し、1970年に52,000人、1990年に91,000人となった。

## 地理
プレショフは海抜250メートル地点にあり、面積は70.4平方キロメートルである。スロバキア北東部、コシツェ盆地の北端にある。市域にセクチョフ川のトリサ川への合流点がある。スランスケー・ヴルチ山地が南東、シャリシュスケー・ヴルショヴィナ山地が南西、バシュレニュ山地が西、チェルゴフ山地が北である。近隣の都市コシツェはプレショフの南34キロにあり、ポーランド国境から50キロ離れている。首都ブラチスラヴァからは陸路で410キロ離れている。

### 気候
プレショフは温帯に属し、四季の分かれた大陸性気候である。暑い夏、寒く雪の多い冬で特徴づけられる。

## 統計

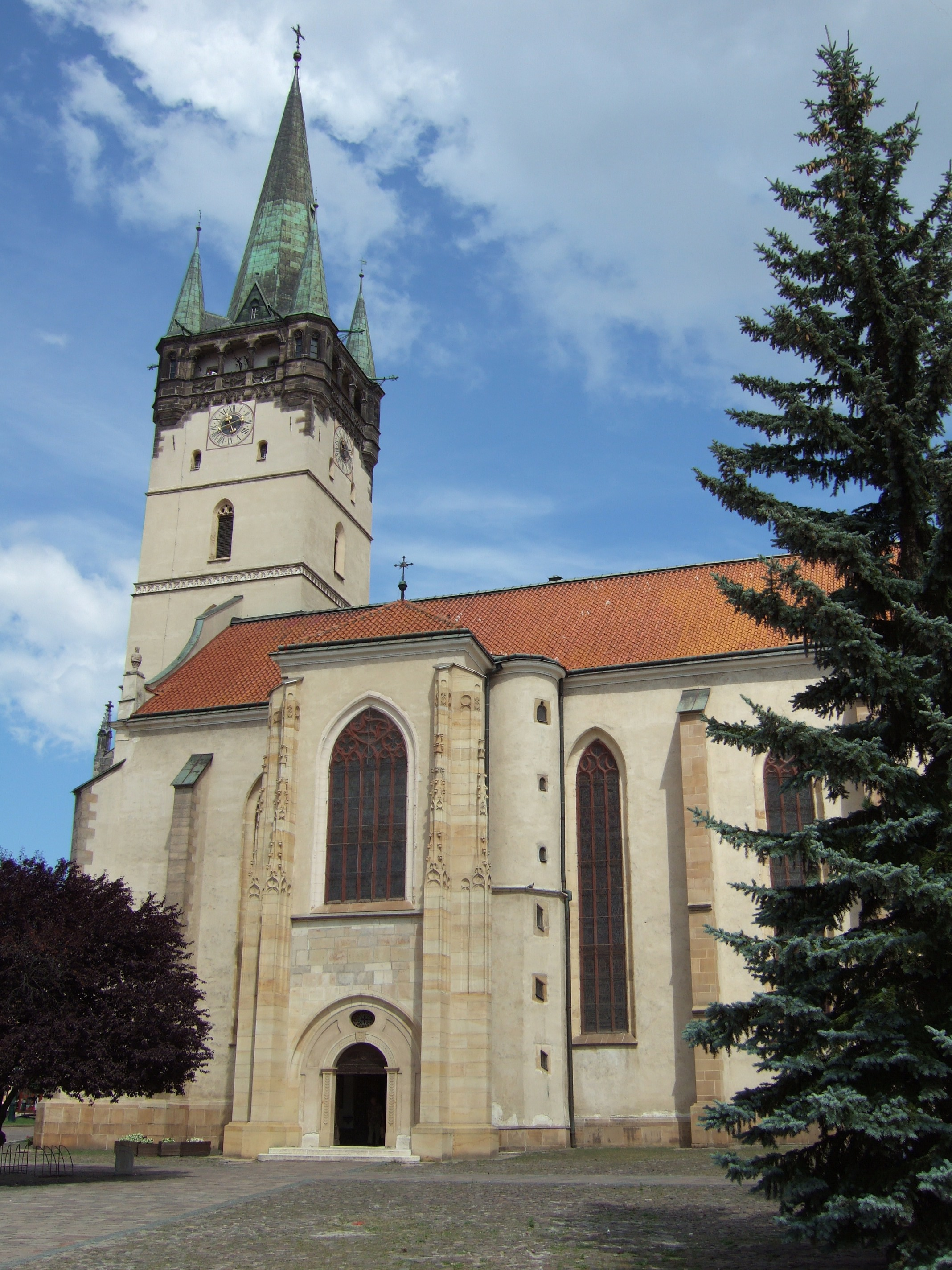
プレショフ聖堂

プレショフは2005年12月の調査で91,621人の人口がある。2001年調査によれば、人口の93.7％がスロバキア人、1.4％がロマ人、1.2％がルシン人、1.1％がウクライナ人、0.8％がチェコ人、0.2％がハンガリー人である。信仰は、66.8％がカトリック教会、13.6％が無宗教、8.9パーセントが東方典礼カトリック教会、4.8％がルーテル教会である。

## 姉妹都市
- ニーレジハーザ、ハンガリー
- ピッツバーグ、アメリカ合衆国
- ノヴィ・ソンチ、ポーランド
- ムカーチェヴェ、ウクライナ
- プラハ、チェコ
- レムシャイト、ドイツ
- ケラチニ、ギリシャ
- ラ・クルヌーヴ、フランス
- ブルゲーリオ、イタリア

## 参照
- Official History of Prešov
- Prešov town hall (July 2002), Prešov - city profile. Retrieved in June 2004 from http://www.pis.sk/jpis/obsah/html/presov_profile.htm.

1. 1 2  “Municipal Statistics”.   Statistical Office of the Slovak republic. 2008年1月22日閲覧。